# Tecnologies de l’empoderament i la participació
El concepte de les TEP (Tecnologies de l'Empoderament i la Participació) va ser desenvolupat per primera vegada per la psicòloga social Dolors Reig en la revista TELOS l'any 2012. Les TEP suposen un pas més en la integració i ús de les TIC en l'àmbit social. A través d'elles “els usuaris assumeixen l'ús de les xarxes socials com espais de participació ciutadana, mostrant un paper actiu en el que impulsen canvis positius davant temes d'interés comunitari o causes solidàries” (Soler 2016 p 7). El valor de les TEP rau en el fet que sustenten la cohesió social d'aquells grups que comparteixen idees, interessos o objectius en comú.

## Relació entre les TIC, TAC i les TEP
La integració de les TIC a les aules ha evolucionat paral·lelament al concepte del web 1.0 al web 3.0 i al canvi en l'orientació pedagògica en les escoles. Estem en un canvi en el que les estructures d'un ensenyament tradicional basat en la transmissió d'uns coneixements socialment validats, fent servir un nombre d'eines limitat (principalment llibres de text) està evolucionant cap a models més constructivistes en els que l'alumne mitjançant un procés actiu elabora i construeix el seu propi coneixement sobre la base dels seus coneixements previs i a la interacció que es fomenta entre contingut, docent i alumne, en un procés de retroalimentació permanent.
Les expectatives que es van generar al voltant de les TIC com a instrument de millora de la qualitat del sistema educatiu s'han demostrat decebedores al no aconseguir la millora dels resultats acedèmics. Ha calgut fer evolucionar el concepte de les TIC cap a les TAC (Tecnologies de l'Aprenentatge i el Coneixement), on s'ha definit un ús de la tecnologia més planificat, que potenciï la seva vessant més col·laborativa, constructiva i social.
El paper de les TEP passa per fer servir aquestes eines per empoderar una societat que mostra una gran disonància cognitiva. És a dir que viu la contradicció entre allò que pensa o el que interioritza i la realitat. Virtualment ens expressem, opinem, compartim desitjos i idees de forma ràpida i àgil, però la nostra realitat funciona a una velocitat diferent. Les notícies que es generen a la xarxa, les iniciatives socials, els moviments d‘ indignats estan influïts per aquesta contradicció entre el paper actiu que mantenen els individus a la xarxa i la realitat, més aburrida i reticent al canvi (se’ns demana participar en les decisions polítiques cada quatre anys, i sovint els partits triats duen a terme polítiques amb les que no coincidim, mentre que a la xarxa ens expressem, votem, valorem i ens posicionem amb facilitat i rapidesa). La xarxa perd la seva significació com a espai d'evasió i el guanya com a entorn que millora la realitat (realitat augmentada).

## Exemples
Quan parlem de participació parlem formes d'involucrar-se socialment en causes o temes d'interés comú. Les aplicacions més conegudes, Twitter i Facebook faciliten la comunicació i la coordinació entre grups en l'àmbit social, però també a nivell formatiu, alhora que faciliten el treball col·laboratiu i la planificació d'accions. La plataforma YouTube, per la seva part disposa de milers de vídeos que donen suport no només a diferents moviments socials, sinó també a projectes educatius de diferents temàtiques. Hi ha un gran nombre d'aplicacions 2.0 que de la mateixa manera que faciliten la comunicació, l'elaboració o l'enregistrement de continguts públics (Prezi, SlideShare, Edmodo, Google docs etc.) permeten empoderar a la societat oferint eines que generen tendències i tenen impacte en l'opinió pública, aconseguint una influència que pot generar canvis polítics o obrir debats que qüestionin els models socials existents.